# Sonegaon (Nipani)
Sonegaon (Nipani) é uma vila no distrito de Nagpur, no estado indiano de Maharashtra.

## Demografia
Segundo o censo de 2001, Sonegaon (Nipani) tinha uma população de 11,804 habitantes. Os indivíduos do sexo masculino constituem 53% da população e os do sexo feminino 47%. Sonegaon (Nipani) tem uma taxa de literacia de 82%, superior à média nacional de 59.5%: a literacia no sexo masculino é de 87% e no sexo feminino é de 77%. Em Sonegaon (Nipani), 9% da população está abaixo dos 6 anos de idade.